# Salussola

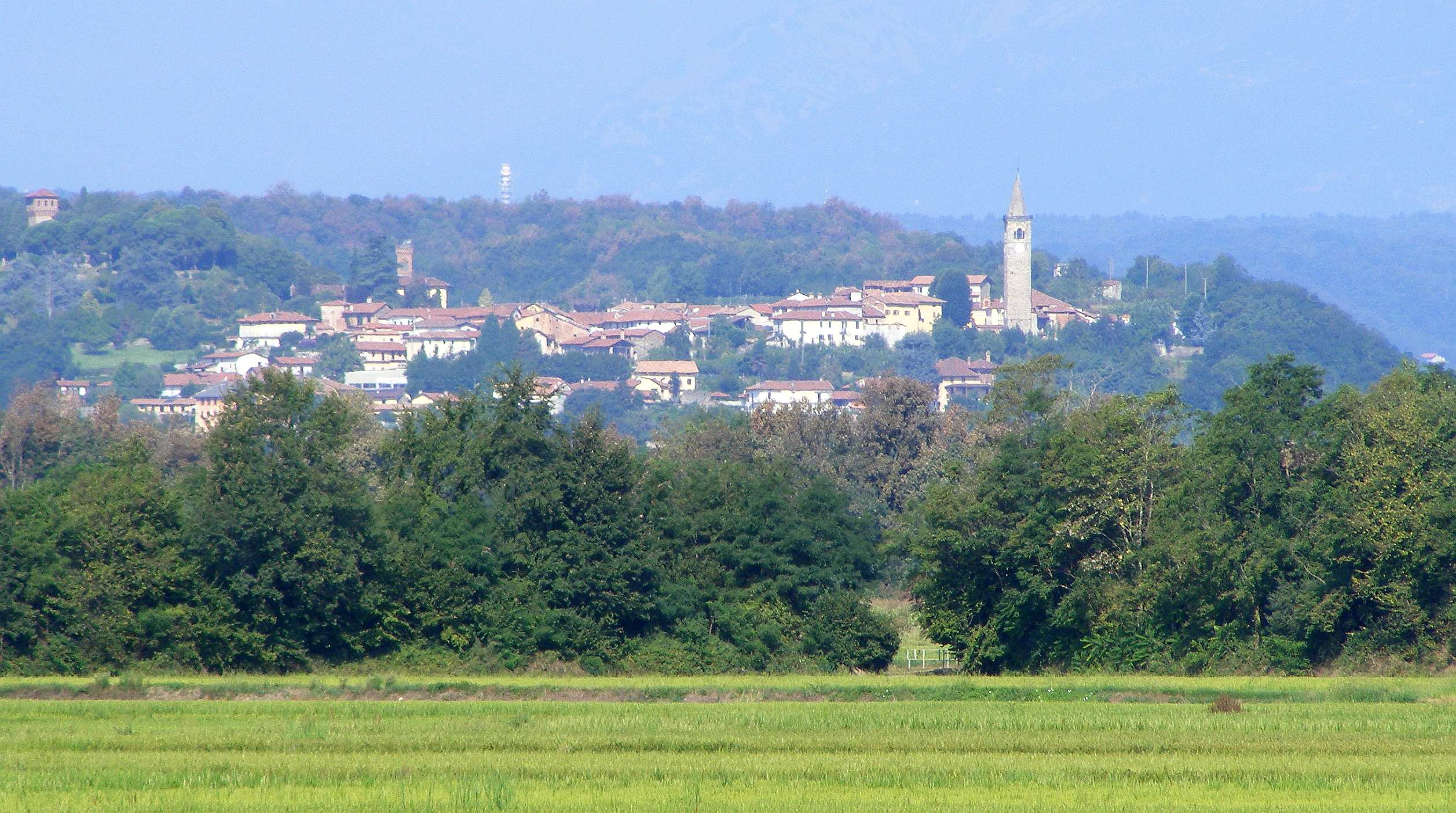
Panorama

Salussola ist eine Gemeinde mit 1835 Einwohnern (Stand 31. Dezember 2023) in der italienischen Provinz Biella (BI), Region Piemont.
Die Nachbargemeinden sind Carisio, Cavaglià, Cerrione, Dorzano, Massazza, Roppolo, Verrone und Villanova Biellese.

## Geographie
Das Gemeindegebiet umfasst eine Fläche von 39 km².

## Geschichte
Die Kirche San Secondo im gleichnamigen Ortsteil, der in römischer Zeit Victimulum hieß, geht auf eine Gründung des 4. Jahrhunderts zurück und war Ausgangspunkt der Verehrung des heiligen Secundus von Victimulum, des Stadtpatrons von Ventimiglia und Zweitpatrons von Turin.

## Söhne und Töchter der Gemeinde
- Giovanni Ziggiotto (1954–1977), Motorradrennfahrer